# Five Nights at Freddy’s: Into the Pit
Five Nights at Freddy’s: Into the Pit (deutsch etwa: „Fünf Nächte bei Freddy’s: In die Grube“), auch mit FNaF: Into the Pit abgekürzt, ist das neueste offizielle Five-Nights-at-Freddy’s-Computerspiel von Scott Cawthon. Es wurde am 7. August 2024 veröffentlicht und ist die spieletechnische Umsetzung des Kapitels Ab in die Grube! des Romans Five Nights at Freddy’s: Fazbear Frights 1 – In die Grube. Das Spiel gehört zwar – wie die Romanvorlage – zur Hauptreihe, erzählt aber eine kanon-unabhängige Parallelgeschichte.
Protagonist des Spiels ist der zehnjährige Mittelschüler Oswald, der von seinem Vater in dem heruntergekommenen Lokal Jeff’s Pizza abgesetzt wird und dort ein schmuddeliges Kugelbad entdeckt. Als er hineinspringt, reist er in der Zeit zurück und bringt aus der dortigen Epoche das Böse mit in seine Welt. Sein Vater wird in die Vergangenheit entführt und Oswald setzt alles daran, ihn zu retten.

## Inhalt

### Handlung
Der Mittelschüler Oswald ist frustriert und genervt: Das Ende der Sommerferien naht und wie fast jeden Tag setzt der Vater den Jungen in dem Lokal Jeff’s Pizza ab, um ihn später, zum Feierabend, wieder abzuholen. Die Stadt Westbrook, in der Oswald lebt, ist seit der Schließung des örtlichen Stahlwerks vor drei Jahren heruntergekommen und finanziell dem Ende nah, viele Geschäfte schlossen mit der Fabrik. Einige Familien sind weggezogen, um neue und bessere Jobs zu finden. Oswalds wenige Freunde wohnen jetzt in weit entfernten Nachbarstädten, was seine Stimmung zusätzlich trübt.
Oswald hasst Jeff’s Pizza: Das Lokal ist marode, schmuddelig und die Kundschaft nörgelt nur herum. Auch das Essen ist von eher bescheidener Qualität und das Menü ist immer dasselbe. Der Ladenbesitzer, Jeff, ist ständig übermüdet, desinteressiert und bildungsfern. Eines Tages aber erfährt Oswald zufällig von einem alten Kugelbad, das vor Jahrzehnten wegen mangelhafter Hygiene und wegen eines üblen Gerüchts geschlossen wurde. Es soll sich in einem der sonst verschlossenen Hinterzimmer befinden. Oswald wird neugierig – und findet das Kugelbad tatsächlich. Er will sich bei seinem Vater dafür rächen, dass er sich fast täglich im Lokal zu Tode langweilt, und springt hinein, um sich zu verstecken.
Plötzlich vernimmt Oswald Geräusche – laute Discomusik, Kindergeschrei und mehr. Verdattert klettert er wieder aus dem Kugelbad und platzt unbemerkt mitten in eine wilde Party. Mit einem Mal ist das Lokal sauber, voller Diskolichter, Musik und vor allem Kinder und Jugendlicher. Auf einer Showbühne singen drei Animatronics, die Oswald noch nie zuvor gesehen hat: ein Braunbär (Freddy), ein Hase (Bonnie) und ein Küken (Chica). Oswald trifft auf die Jungen Mike und Chip, die ihm das Lokal zeigen. Doch schon sehr bald merkt Oswald, dass etwas nicht stimmt: Die Sprechweise und der Kleidungsstil der Partygäste machen den Jungen stutzig. Alles wirkt veraltet und viele Filme und Computerspiele, die Oswald nur aus Erzählungen vergangener Tage kennt, werden hier als „cool“ und „hip“ gefeiert und scheinen erst kürzlich erschienen zu sein. Auch die sonst völlig lädierten und schmuddeligen Arcade-Automaten wirken brandneu und funktionieren tadellos. Außerdem heißt das Lokal jetzt Freddy’s Pizza und nicht mehr Jeff’s Pizza.
Oswald wird klar, dass er offenbar um Jahrzehnte zurück in die Vergangenheit gereist sein muss. Sein Verdacht bestätigt sich, als er in einem Hinterzimmer einen Kalender entdeckt, der aktuell den Juni 1985 anzeigt. Als er mit Chip und Mike im Lokal Verstecken spielt, kommt es zu einem verstörenden Zwischenfall: Der Strom fällt aus und plötzlich hört Oswald, wie im Lokal Panik ausbricht. Von seinem Versteck aus kann Oswald nur sehen, wie etwas mit glühenden Augen an ihm vorbei schreitet und augenscheinlich nach ihm sucht. Er bleibt jedoch unentdeckt und als er in die Partyräume zurückkehrt, sieht er, wie die Besucher schreiend um ihr Leben rennen. Die Animatronics auf der Bühne verhalten sich seltsam und aggressiv und Mike und Chip scheinen spurlos verschwunden zu sein. Als Oswald von einem Animatronic in einem beigefarbenen Hasenoutfit (Spring-Bonnie) verfolgt wird, springt er zurück ins Kugelbad und kehrt in seine Zeit zurück.
Er wird dort bereits von Jeff und seinem Vater erwartet. Als Jeff geht und sein Vater ihn einsammeln will und dem Kugelbad zu nahe kommt, springt plötzlich das Hasenwesen aus der Grube und zerrt Oswalds Vater in die Tiefe. Unter großen Anstrengungen kann Oswald ihn scheinbar wieder herausziehen. Doch der Junge muss entsetzt feststellen, dass das, was wie sein Vater aussieht, gar nicht sein Vater ist. Oswald hat das Böse in seine Welt geholt, das ihm nicht nur in Vaters Gestalt nach Hause folgt, sondern sich auch noch häuslich bei ihm einrichtet. Für den armen Jungen beginnt nun ein wahrer Spießrutenlauf, während er sich auf die Suche nach seinem wirklichen Vater macht.

### Spieleenden
FNaF: Into the Pit bietet derzeit sechs Enden an, die jeweils durch eine bestimmte Anzahl an Sternen erspielt werden können.
- Perfektes Ende (3 Sterne): Oswald schafft es, sich gegen Spring-Bonnie zu wehren und seinen Vater zu retten. Spring-Bonnie strauchelt, verheddert sich im Sicherheitsnetz des Kugelbads und wird stranguliert. Der Vater wacht auf, erinnert sich jedoch an nichts und so erfindet Oswald eine Notlüge, die die bizarre Situation erklären soll: Der Vater habe Oswald aus dem Kugelbad holen wollen, sei aber auf einer Kugel ausgerutscht und habe sich den Kopf angeschlagen. Vater und Sohn kehren nach Hause zurück, Spring-Bonnie bleibt tot zurück und Jeff eröffnet sein Lokal neu – mit sauberem Ambiente, leckerem Essen und vielen zufriedenen Kunden.
- Gutes Ende (2 Sterne): Wie oben beschrieben, nur dass Jeff sein Lokal leider weiter so schmuddelig und marode belässt, wie es vor dem Abenteuer schon war.
- Neutrales Ende 1 (1 Stern): Wie oben beschrieben, allerdings bleibt Spring-Bonnie am Leben. Als Vater und Sohn weg sind und Jeff das Kugelbad aufräumen will, erwacht Spring-Bonnie zum Leben und fällt über Jeff her.
- Neutrales Ende 2 (1 Stern): Oswald beschließt, das Lokal Freddy’s Pizza zu verlassen, um sich auf die Suche nach seinem Vater zu machen. Er scheint jedoch vergessen zu haben, dass er sich noch immer im Jahr 1985 befindet. Ob er seinen Vater je findet und es je wieder zurück in seine Zeit schafft, bleibt offen.
- Schlechtes Ende 1 (kein Stern): Oswald verliert den Kampf gegen Spring-Bonnie und wird bewusstlos. Als er wieder zu sich kommt, steht er auf der Showbühne von Freddy’s Pizza. Die Animatronics winken ihm freundlich lächelnd zu. Während Oswald Richtung Ausgang geht, stellt er fest, dass er immer langsamer wird und mehr und mehr Mühe hat, klare Gedanken zu fassen. Als er fast die Ausgangstür des Saals erreicht hat, erstarrt er. Seine Augen leuchten plötzlich giftblau auf – Oswald ist nun Spring-Bonnies Sklave, genau wie sein Vater, den er nicht retten konnte.
- Schlechtes Ende 2 (kein Stern): Oswalds Vater wird von Spring-Bonnie überwältigt. Oswald wird zurück in die Vergangenheit entführt, von Spring-Bonnie gefesselt und in einem Hinterzimmer an einen Stuhl gebunden – genau wie sein Vater zuvor. Spring-Bonnie hat dem Jungen zur Demütigung einen Partyhut aufgesetzt. Oswalds weiteres Schicksal bleibt ungewiss, er dürfte aber kein gutes Ende nehmen.

## Charaktere

### Protagonisten
- Oswald ist der Held der Geschichte, aus dessen Perspektive der Spieler das Abenteuer besteht. Oswald ist zehn Jahre alt, hat braune, nach hinten gestylte Haare und wirkt etwas blass. Er hat dicke Ringe unter den Augen und wirkt etwas pummelig. Oswald trägt Blue Jeans, ein rot-gelb quergestreiftes T-Shirt und darüber eine blaue Jeansjacke mit Kapuze. Seine Schuhe sind schwarzbraune Sneaker.
- Oswalds Vater arbeitete früher im Stahlwerk Westbrook, das aber vor drei Jahren bankrottging. Seitdem schlägt er sich mit einem Job im örtlichen Imbiss durch. Er ist hochgewachsen, wirkt muskulös und hat einen deutlichen Kugelbauch. Er hat braune, nach hinten gestylte Haare (ganz ähnlich wie Oswald) und einen kurzen, aber dichten Goatee. Er trägt ein marineblaues T-Shirt, eine marineblaue Hose mit schwarzem Schnallengürtel und schwarze Arbeitsschuhe.
- Oswalds Mutter arbeitet als Nachtschwester im örtlichen Krankenhaus. Sie ist schlank, sportlich und hat hüftlanges, strohblondes Haar, das sie zu einem Pferdeschwanz zusammengebunden hat. Sie trägt meistens Schwesterntracht. Ihr entgeht völlig, dass mit ihrem Mann etwas nicht stimmt, und sie vermutet, dass ihr Sohn bloß übermüdet ist.

### Antagonisten
- Spring-Bonnie ist ein Animatronic in einem beigefarbenen Hasenkostüm mit purpurner Fliege und giftblau leuchtenden Augen. Oswald überrascht ihn in einem Raum mit mehreren Leichen und wird daraufhin von Spring-Bonnie unerbittlich verfolgt. Das Wesen entsendet einen bösartigen Doppelgänger in Oswalds Zeit, der die Gestalt von Oswalds Vater annimmt und dessen Platz einnimmt.
- Chica ist ein Animatronic in einem senfgelben Küken-Kostüm. Sie lässt sich leicht mit Essen ablenken (ein Running Gag der FNaF-Serie). Chica greift nicht direkt an, sondern ruft Spring-Bonnie herbei und verrät Oswalds Versteck.
- Bonnie ist ein Animatronic in einem lavendelblauen Hasen-Kostüm. Er entführt Mike und fesselt diesen an einen Whack-a-Mole-Automaten. Bonnie versteckt sich gerne unter den Tischen, um Oswald auf dessen Flucht dort abzufangen.
- Freddy Fazbear ist ein Animatronic in einem braunen Teddybär-Kostüm und stößt als Letzter zu Spring-Bonnies Team. Sobald er auftaucht, lässt er seinen berühmten Toreador-Marsch ertönen. Freddy ist relativ langsam und deshalb leicht abzuhängen.

### Nebenfiguren
- Jeff ist der aktuelle Besitzer des Diners Jeff’s Pizza und nimmt seinen Job nicht wirklich ernst. Er lässt sein Lokal verkommen und kümmert sich nur halbherzig um Oswalds Wohl. Er scheint außerdem intellektuell etwas unterbelichtet zu sein.
- Mike und Chip sind zwei Schüler, die im Jahr 1985 leben und etwa im gleichen Alter wie Oswald sind. Sie sind nett zu Oswald und freunden sich mit ihm an. Wenig später werden sie von den Animatronics entführt und müssen von Oswald (respektive vom Spieler) gerettet werden.
- Gabrielle, eine junge Mittelschülerin, ist neu in Westbrook und schenkt Oswald ein altes Notizbuch mit wertvollen Informationen zu den Animatronics, das ihrem verstorbenen Onkel gehört haben soll.
- Phone Guy ruft während Oswalds Abenteuer mehrfach Freddy’s Pizza an und plaudert munter drauflos, wobei er Oswald irrtümlich für einen Mitarbeiter oder Nachtwächter hält. Witzigerweise ist sein Geschwätz mit jenem aus FNaF-1 fast identisch.

## Technische Daten

### Allgemeines
FNaF: Into the Pit wurde von Scott Cawthon entworfen und von den Mega Cat Studios entwickelt. Es wurde am 7. August 2024 erstveröffentlicht und ist für Windows PC, PlayStation 4, PlayStation 5, Xbox One und Nintendo Switch erhältlich. Es kann nur im Einzelspielermodus gespielt werden. Die Grafik ist in 2D gehalten und an den Retrolook älterer RPG-Games angelehnt. Das Spiel ist kostenpflichtig und hat aufgrund der Grafiken eine Altersgrenze von 16 Jahren. FNaF: Into the Pit gehört den Genres Horror, Science-Fiction und Abenteuer an.

### Steuerung und Interaktionen
Die Steuerung von Oswalds Charakter ist plattformabhängig. Auf dem PC dienen die Tasten „W“, „A“, „S“, „D“ und die Leertaste als Steuerung, bei den PlayStation-, Nintendo- und Xbox-Konsolen kommen Gamecontroller zum Einsatz.
Oswald kann schleichen, gehen und rennen. Er kann sich auch unter Tischen und in Schränken und Truhen verstecken, was aber nicht selten gefährlich ist, denn auch Bonnie versteckt sich ja gerne unter den Tischen. Es gibt ein Geräuschebarometer, das den Spieler davor warnt, wenn Oswald zu laut ist – Lärm lockt die Animatronics herbei. Objekte und Personen, mit denen Oswald interagieren kann, werden durch weiße Symbolschilder in Form einer Lupe („untersuchen“), einer Figur, die sich duckt („verstecken“), oder einer winkenden Hand („nehmen/geben“) hervorgehoben. In einem Item-Menü kann sich der Spieler über Zweck und Wert von gesammelten Objekten informieren.

### Sprachen
FNaF: Into the Pit ist erhältlich in den Sprachen Englisch, Deutsch, Französisch, Italienisch, Spanisch, Portugiesisch, Polnisch, Russisch, Türkisch, Japanisch, Koreanisch und Chinesisch (vereinfacht).

### Spielekritiken
FNaF: Into the Pit wurde und wird recht positiv bewertet. Auf der Internetplattform Metacritic erhielt das Spiel eine Bewertung von 87/100, auf der Plattform Game Rant werden Grafik, Effekte und Storydesign gelobt. Die Kritikerwebseite ComicBook hebt positiv hervor, dass das Spiel sich fast wortgetreu an die Romanvorlage hält.

### Trivia
- Oswalds Eltern bleiben sowohl in der Romanvorlage als auch im Spiel namenlos.[1]
- In welchem Jahr Oswald lebt, wird nicht verraten. Es muss aber im 21. Jahrhundert spielen, denn Oswald besitzt ein Smartphone, ferner gibt es Internet und WLAN.
- Der sonst im FNaF-Franchise durchgängig auftauchende, beliebte Charakter „Foxy“ hat in diesem Spiel keinen Auftritt. Seine Showbühne, die „Pirate Cove“, kann zwar aufgesucht werden, ist aber „außer Betrieb“ und deshalb „geschlossen“.
- Die Tanzbewegungen der Animatronics der Freddy-Fazbear-Band sind ein bisschen zu fortschrittlich für das Jahr 1985.